# Camptochaete subporotrichoides
Camptochaete subporotrichoides là một loài Rêu trong họ Lembophyllaceae. Loài này được (Broth. & Geh.) Broth. mô tả khoa học đầu tiên năm 1907.